# Waleri Wiktorowitsch Rjumin
Waleri Wiktorowitsch Rjumin (russisch Валерий Викторович Рюмин; * 16. August 1939 in Komsomolsk am Amur, Russische SFSR; † 6. Juni 2022) war ein sowjetischer bzw. russischer Kosmonaut.

## Ingenieurstätigkeit
Rjumin studierte bis 1958 Maschinenbau in Kaliningrad, anschließend diente er bis 1961 als Panzerkommandant in der sowjetischen Armee. Danach studierte er Informatik am Moskauer Institut für Waldtechnik, wo er sich bereits mit Raumschiffsystemen beschäftigte. Nach seinem Abschluss 1966 trat er in das Zentrale Konstruktionsbüro für Experimentalen Maschinenbau (ZKBEM) ein. In diesem traditionsreichen Unternehmen waren unter dem früheren Namen OKB-1 die Raumschiffe der bemannten sowjetischen Raumfahrt konstruiert und gefertigt worden. Nach dem Tode des langjährigen Leiters Koroljow befand sich das Unternehmen im Umbruch. Rjumin arbeitete an der Entwicklung des Raumschiffes 7K-L1 für die Mondumrundung.
Nachdem den USA 1969 mit Apollo 11 die bemannte Mondlandung geglückt war, konzentrierte sich die Sowjetunion auf Raumstationen in erdnahen Umlaufbahnen. Ab Januar 1970 war Rjumin stellvertretender Chefkonstrukteur der zivilen DOS-Stationen, die 1971 unter der Bezeichnung Saljut 1 und 1974 unter der Bezeichnung Saljut 4 gestartet wurden.

## Auswahl als Kosmonaut
Der Leiter des ZKBEM, Wassili Mischin, hatte durchgesetzt, dass nicht nur Militärpiloten zu Kosmonauten ausgebildet wurden, sondern auch Ingenieure seines Konstruktionsbüros. Zusammen mit Wladimir Aksjonow, Alexander Iwantschenkow und Gennadi Strekalow bildete Rjumin die vierte Ingenieursgruppe, als er am 27. März 1973 zur Kosmonautenausbildung zugelassen wurde. Die Abschlussprüfung der Grundausbildung legten die fünf Anwärter am 1. August 1975 ab, danach wurden sie für Langzeitaufenthalte an Bord von Raumstationen ausgebildet.

## Missglückte Kopplung mit Sojus 25
Obwohl Rjumin zuvor weder in einer Ersatz- noch in einer Unterstützungsmannschaft eingeteilt war, wurde er für die Mission von Sojus 25 ausgewählt, die die erste Langzeitbesatzung der neuen Raumstation Saljut 6 bilden sollte.
Zusammen mit seinem Kommandanten Wladimir Kowaljonok startete Rjumin am 9. Oktober 1977 zu seinem ersten Raumflug.
Die Kopplung an die Raumstation schlug jedoch fehl. Trotz mehrerer Versuche gelang es nicht, Sojus 25 und Saljut 6 zu verbinden. Die Batterien des Sojus-Raumschiffs erlaubten nur einen relativ kurzen autonomen Flug, und so mussten die beiden Kosmonauten schon nach zwei Tagen wieder zur Erde zurückkehren.

## Wartezeit
Rjumin wurde sofort für die nächste Mission Saljut 6 EO-1 (Sojus 26) als Unterstützungsmannschaft eingeteilt. Den beiden Kosmonauten Juri Romanenko und Georgi Gretschko gelang die Kopplung, woraufhin sie von Dezember 1977 bis März 1978 einen äußerst erfolgreichen Aufenthalt auf Saljut 6 verbringen konnten.
Die nächste Langzeitmission trug die Bezeichnung Saljut 6 EO-2 und Rjumin rückte hierfür zusammen mit seinem Kommandanten Wladimir Ljachow in die Ersatzmannschaft auf. Die Hauptmannschaft startete mit Sojus 29 im Juni 1978 und kehrte im November mit Sojus 31 zurück.

## Erster Aufenthalt auf Saljut 6
Bei der dritten Langzeitmission Saljut 6 EO-3 gehörte Rjumin zusammen mit Ljachow zur Hauptmannschaft. Am 25. Februar 1979 starteten sie an Bord des Raumschiffes Sojus 32. Wie bei der vorherigen Mission klappte die Kopplung mit der Raumstation ohne Probleme. Unter anderem reparierten Rjumin und Ljachow das Leitungssystem des Saljut-Antriebs, das während der vorhergehenden Mission undicht geworden war.
Der geplante Austausch des Sojus-Raumschiffs schlug fehl. Zwar startete Sojus 33 wie geplant, konnte aber nicht an die Raumstation andocken und musste wieder zur Erde zurückkehren, ähnlich wie bei Rjumins Sojus 25 knapp zwei Jahre zuvor. Damit stand Ljachow und Rjumin nun nur das Raumschiff Sojus 32 für die Rückkehr zur Verfügung, und dessen geplante Einsatzdauer lief Ende Mai ab. Zudem bestand die Befürchtung, dass ein ähnlicher Triebwerksfehler wie bei Sojus 33 auch bei Sojus 32 bestehen könnte. Wenn es nicht gelang, den beiden Kosmonauten ein frisches Raumschiff zu schicken, müsste ihre Mission vorzeitig abgebrochen werden. Diese Situation führte zu einer Erstleistung in der Raumfahrt: das Raumschiff Sojus 34 wurde unbemannt gestartet und an Saljut 6 gekoppelt, worauf Sojus 32 unbemannt zur Erde zurückkehrte.
Am 15. August 1979 kam Rjumin zu einem Außenbordeinsatz, weil sich die Antenne des Radioteleskops KRT-10 nicht wie vorgesehen von der Raumstation abstoßen ließ. Es gelang ihm, die Antenne loszuschneiden, außerdem inspizierte er das Äußere der Raumstation, die sich seit knapp zwei Jahren im All befand.
Die Mission Saljut 6 EO-3 dauerte 175 Tage, was einen neuen Rekord in der bemannten Raumfahrt darstellte. Durch seinen Flug mit Sojus 25 hielt Rjumin mit 177 Tagen auch den Rekord für die längste Gesamtzeit im All.

## Zweiter Aufenthalt auf Saljut 6
Schon nach kurzer Zeit wurde Rjumin als Nachrücker in die Ersatzmannschaft für den nächsten Langzeitaufenthalt Saljut 6 EO-4 an Bord der Saljut 6 berufen. Ursprünglich war Walentin Lebedew als Bordingenieur vorgesehen. Als dieser sich jedoch während der Vorbereitung verletzte und ausscheiden musste, sprang Rjumin ein und bildete zusammen mit Leonid Popow die Ersatzmannschaft. Kurz vor dem Start wurde entschieden, dass Popow und Rjumin statt der zuvor vorgesehenen Mannschaft Sudow/Andrejew starten sollten.
Somit kam Rjumin am 9. April 1980 zu seinem dritten Raumflug. Diese Marke hatten vor ihm nur fünf andere Kosmonauten erreicht, und nur zwei davon, die Kopplungsspezialisten Schatalow und Jelissejew, in ähnlich kurzer Zeit.
Rjumin verbrachte zusammen mit Popow 184 Tage an Bord der Saljut 6, was ein neuer Langzeitrekord war. Seine Gesamtzeit betrug nach den drei Flügen 361 Tage, ein Rekord, der erst knapp sechs Jahre später von Leonid Kisim gebrochen werden sollte.

## Funktionärstätigkeit
Von 1981 bis 1989 war Rjumin Flugleiter der Raumstationen Saljut 7 und Mir. Am 28. Oktober 1987 schied er aus dem sowjetischen Kosmonautenkorps aus.
Ab 1992 war er Leiter des russischen Teils des Shuttle-Mir-Programms, der ersten langfristigen Zusammenarbeit der US-amerikanischen und russischen Raumfahrtprogramme. Dabei koppelten US-amerikanische Raumfähren an die russische Raumstation, außerdem verbrachten sieben NASA-Astronauten Langzeitaufenthalte in der Mir. Im Gegenzug flogen russische Kosmonauten an Bord des Space Shuttle.

## Mit dem Shuttle zur Mir
Im Jahre 1997 zeichnete sich ab, dass die Raumstation Mir nicht mehr lange im Dienst sein würde. Sie befand sich schon seit 12 Jahren im All. Die russische Raumfahrtbehörde vereinbarte mit der NASA, dass beim Shuttleflug STS-91 zur Mir ein russischer Ingenieur an Bord sein solle, um den Zustand der Raumstation genau zu untersuchen. Die Wahl fiel auf Rjumin, der eine große Erfahrung mit Raumstationen aufzuweisen hatte. Diese Entscheidung wurde im Januar 1998 bekannt gegeben.
Der Flug von STS-91 mit Rjumin als Missionsspezialist fand vom 2. bis zum 12. Juni 1998 mit der Raumfähre Discovery statt. Es war die 9. und letzte Kopplung eines amerikanischen Shuttles an der Raumstation Mir. Rjumin war zu diesem Zeitpunkt 58 Jahre alt und war damit bis 2013 (Pawel Winogradow mit Sojus TMA-08M) der älteste Russe im All. Durch diesen Flug stieg seine Gesamtzeit im All auf über ein Jahr, was inzwischen jedoch nur für Platz 34 auf der Bestenliste reicht.

## Russischer Leiter des ISS-Programms
Die Mir wurde bis Juni 2000 von russischen Kosmonauten benutzt und im März 2001 gezielt zum Absturz gebracht. Als Nachfolger diente die Internationale Raumstation ISS, deren erstes Element im November 1998 in die Erdumlaufbahn transportiert worden war.
Rjumin war hierbei auf russischer Seite Leiter des ISS-Programms.

## Zusammenfassung der Raumflüge
| Nr. | Mission       | Funktion           | Flugdatum           | Flugdauer      |
| --- | ------------- | ------------------ | ------------------- | -------------- |
| 1   | Sojus 25      | Bordingenieur      | 09.10. – 11.10.1977 | 2d 00h 44min   |
| 2   | Saljut 6 EO-3 | Bordingenieur      | 25.02. – 19.08.1979 | 175d 00h 35min |
| 3   | Saljut 6 EO-4 | Bordingenieur      | 09.04. – 11.10.1980 | 184d 20h 11min |
| 4   | STS-91        | Missionsspezialist | 02.06. – 12.06.1998 | 9d 19h 54min   |

## Ehrungen
Rjumin war zweifacher Held der Sowjetunion und dreifacher Empfänger des Leninordens.

## Privates
Waleri Rjumin war ab 1985 in zweiter Ehe mit der Kosmonautin Jelena Kondakowa verheiratet. Sie verbrachte 1994/1995 knapp ein halbes Jahr an Bord der Mir und besuchte die Raumstation 1997 noch einmal mit dem Space Shuttle. Mit ihr zusammen hatte Rjumin eine Tochter. Aus erster Ehe hatte er eine Tochter und einen Sohn.